# Erica distorta
Erica distorta är en ljungväxtart som beskrevs av Friedrich Gottlieb Bartling. Erica distorta ingår i släktet klockljungssläktet, och familjen ljungväxter. Inga underarter finns listade i Catalogue of Life.